# Clusia sellowiana
Clusia sellowiana är en tvåhjärtbladig växtart som beskrevs av Schlecht.. Clusia sellowiana ingår i släktet Clusia och familjen Clusiaceae. Inga underarter finns listade i Catalogue of Life.